# Divvy
Divvy est le système de vélocation en libre service et en location longue durée de la ville de Chicago aux États-Unis. En 2016, il exploite 5 837 vélos répartis sur 576 stations dans un large secteur du centre de Chicago, délimité par la 75th Street au sud, Touhy Avenue au nord, le lac Michigan à l'est, et Pulaski Road à l'ouest. Les vélos et les stations d'accueil sont fournis par PBSC Solutions Urbaines.

## Présentation
En 2013, Divvy voit le jour grâce à une initiative de la ville de Chicago de se doter d'un système de vélo en libre-service. Le jour de son inauguration, ce sont 750 vélos à travers 75 stations reparties aux quatre coins du secteur financier du Loop (Downtown Chicago) entre Berwyn Avenue au nord, Kedzie Avenue à l'est, et la 59th Street au sud, qui sont mis en place,. Une expansion prévue pour le nombre actuel de stations au printemps 2014 a été reportée à 2015 en raison des pénuries d'approvisionnement.
La société Alta Bicycle Share (acquise par Bikeshare Holdings LLC en 2014 et renommée Motivate) a été choisie par la ville de Chicago pour la gestion du réseau. Il est le deuxième système de vélocation des États-Unis après le Citi Bike de New York.
Selon le Chicago Department of Transportation, la ville de Chicago compte actuellement près de 490 kilomètres de voies cyclables, 50 kilomètres de voies partagées marquées, de nombreux kilomètres de sentiers hors-rue, plus de 12 000 supports à vélos et abris de hautes capacités, ainsi que des aires de stationnement dans de nombreuses stations du métro de Chicago.

## Histoire
C'est en 2007 que le maire de Chicago Richard M. Daley, en visite à Paris, commence à s'intéresser au vélopartage après avoir essayé personnellement un Vélib' et s'être dit "impressionné du résultat". De retour à Chicago, Daley est déterminé à doter sa ville d'un système similaire.